# Новопокровка (Татарский район)
Новопокро́вка — село в Татарском районе Новосибирской области. Административный центр Новопокровского сельсовета.

## География
Площадь села — 353 гектара.

## Население
| 2002 | 2007 | 2010 |
| ---- | ---- | ---- |
| 622  | ↗697 | ↘621 |

## Инфраструктура
В селе по данным на 2007 год функционируют 1 учреждение здравоохранения и 1 учреждение образования.